# Кризбав (Брашов)
Кризбав (рум. Crizbav) насеље је у Румунији у округу Брашов у општини Кризбав. Oпштина се налази на надморској висини од 570 m.

## Становништво
Према подацима из 2002. године у насељу је живело 1407 становника.

### Попис2002.
| Расподела становништва по националности 2002.‍ | Расподела становништва по националности 2002.‍ | Расподела становништва по националности 2002.‍ | Расподела становништва по националности 2002.‍ | Расподела становништва по националности 2002.‍ |
| --------------------------------------------- | --------------------------------------------- | --------------------------------------------- | --------------------------------------------- | --------------------------------------------- |
|                                               |                                               |                                               |                                               |                                               |
| Румуни                                        | Румуни                                        |                                               | 938                                           | 66,7%                                         |
| Мађари                                        | Мађари                                        |                                               | 405                                           | 28,8%                                         |
| Роми                                          | Роми                                          |                                               | 59                                            | 4,2%                                          |
| Немци                                         | Немци                                         |                                               | 5                                             | 0,4%                                          |